# Elezioni parlamentari in Montenegro del 1990
Le elezioni parlamentari nella Repubblica Socialista del Montenegro del 1990 si tennero il 9 dicembre, contestualmente alle elezioni presidenziali in Montenegro e alle parlamentari e presidenziali nella Repubblica Socialista di Serbia; furono le prime elezioni multipartitiche nella Repubblica. Il Montenegro fu l'unica Repubblica federata in cui la Lega dei Comunisti di Jugoslavia non si sciolse. Le elezioni confermano il governo della Lega dei Comunisti del Montenegro col 58,29% dei voti e 83 seggi conquistati su 125. Milo Đukanović venne nominato Primo ministro dal Presidente in carica Bulatović.

## Risultati
| Liste                                       | Voti    | %     | Seggi |
| ------------------------------------------- | ------- | ----- | ----- |
| Lega dei Comunisti del Montenegro           | 171 316 | 58,29 | 83    |
| Unione delle Forze Riformiste di Jugoslavia | 41 364  | 14,07 | 17    |
| Partito Popolare                            | 39 107  | 13,31 | 13    |
| Coalizione Democratica (SDA - DS - SR)      | 30 760  | 10,47 | 12    |
| Partito Democratico                         | 3 442   | 1,17  | –     |
| Altri                                       | 7 894   | 2,69  | –     |
| Totale                                      | 293 883 | 100   | 125   |